# Armand Jacques Leroy de Saint-Arnaud

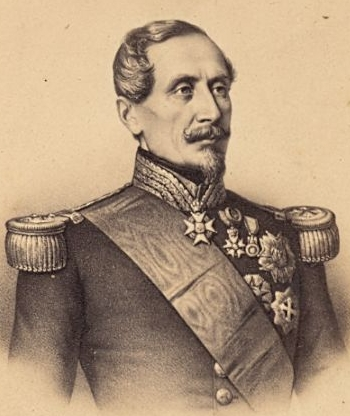
Armand Jacques Leroy de Saint-Arnaud

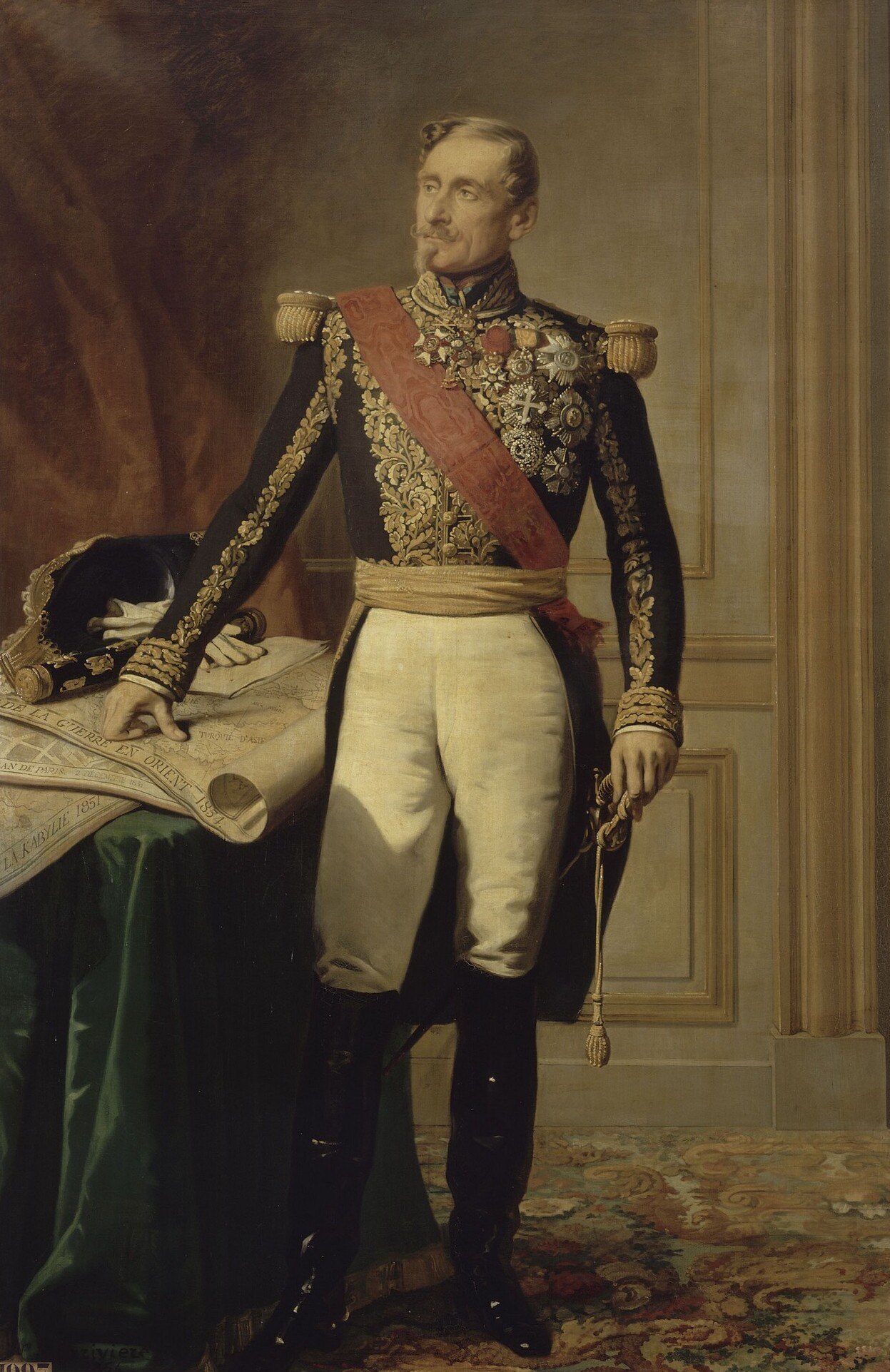
Portret door Charles-Philippe Larivière in 1854.

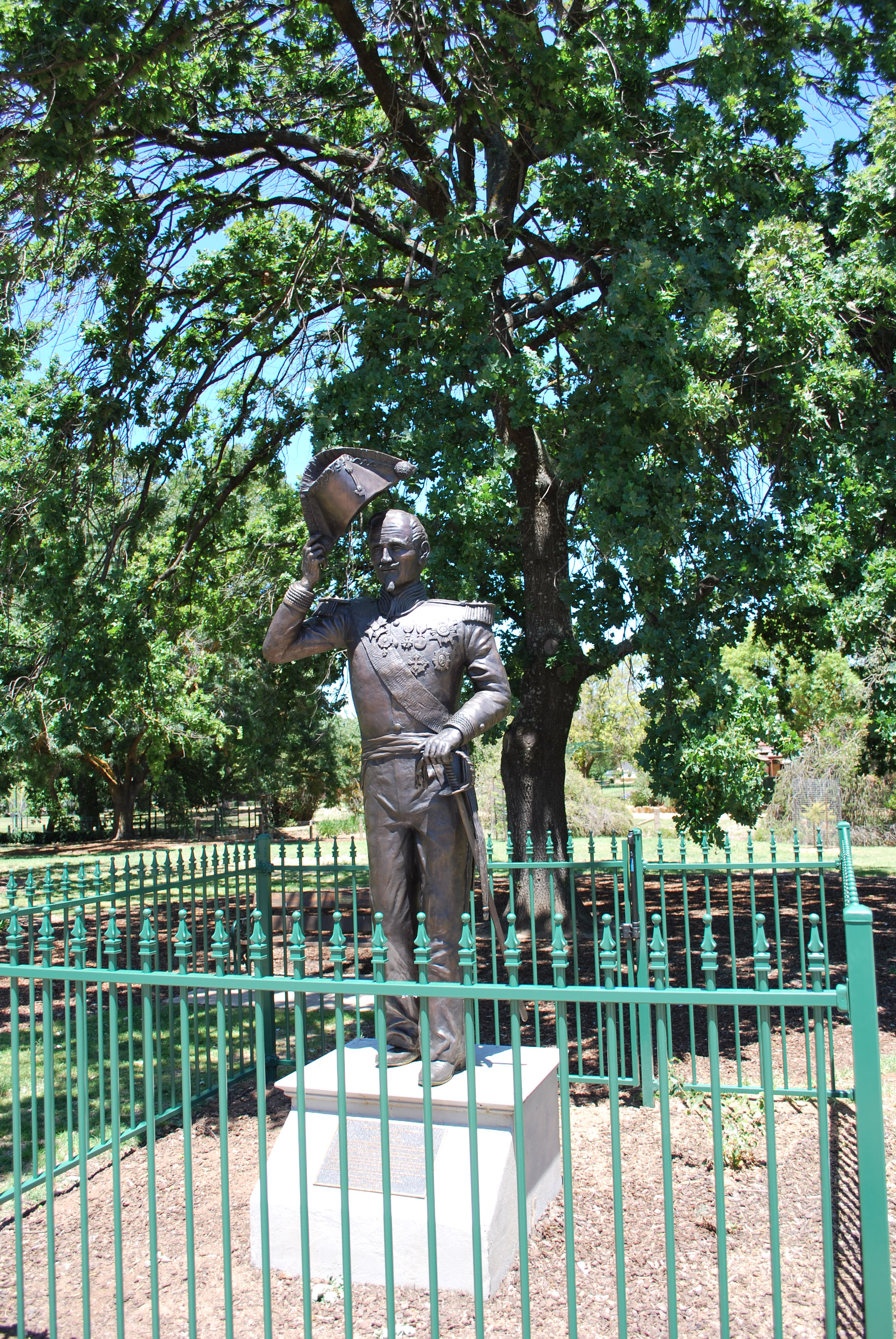
Standbeeld

Armand Jacques Achille Leroy de Saint-Arnaud (Parijs, 20 augustus 1798 – Zwarte Zee, 29 september 1854) was een maarschalk van Frankrijk.

## Familie
Hij was de zoon van de advocaat Jean Dominique Leroy (1758-1803) en van Louise Catherine Papillon de Latapy (1780-1852). Hij was de oudere broer van senator Adolphe Leroy de Saint-Arnaud (1801-1873) en de halfbroer van de minister Adolphe de Forcade Laroquette (1820-1874).

## Moeizaam begin
In 1814 werkte Armand Leroy aan de versterking van Parijs. Na de nederlaag van Napoleon Bonaparte ging hij bij de Parijse nationale garde te paard. Hij nam dan de naam Achille de Saint-Arnaud aan en werd lijfwacht van de koning, maar werd weggestuurd wegens diefstal. Hij nam dienst in een infanterieregiment, maar moest ontslag nemen nadat hij zijn commandant had uitgedaagd tot een duel.
Ten einde raad ging hij in 1821 bij een regiment vrijwilligers om naar Griekenland te gaan vechten. Hij keerde ontmoedigd terug en verzocht in 1827 om weer in het leger te mogen.
Hij ging bij het 49e régiment d'infanterie de ligne te Vannes. Toen hij naar Martinique moest, nam hij ontslag. Hij gaf les in talen, in schermen en in muziek. Hij speelde blijspelen onder de naam Florival.

## Bugeaud als mentor
In 1831 ontmoette hij generaal Thomas-Robert Bugeaud en hij werd zijn ordonnans met de rang van luitenant. Hij sloeg in 1832 mee de royalistische opstand in West-Frankrijk neer. Hij moest nadien Maria Carolina van Bourbon-Sicilië escorteren van Blaye naar Palermo.

## Algerije
Als kapitein van het vreemdelingenlegioen nam hij deel aan de verovering van Algerije. In 1837 onderscheidde hij zich bij de belegering van Constantine. In 1840 verscheen een koninklijk decreet dat hem toestond zich Leroy de Saint-Arnaud te noemen. Generaal Jean Paul Adam Schramm schreef:
“ Vurig en dapper militair, heeft zich meermaals onderscheiden, is promotie waard.”
In 1841 kreeg hij het bevel over het 1er régiment de zouaves. In 1842 werd hij luitenant-kolonel van het 53e régiment d'infanterie de ligne. Na de veldtocht van 1851 in Kabylië wordt hij generaal.
Hij werd samen met de generaals Louis Eugène Cavaignac en Aimable Pélissier berucht toen generaal Bugeaud een premie uitloofde per afgehakt hoofd. Saint-Arnaud schreef in zijn dagboek:
“Men moordt, men brandt, men plundert, men verwoest oogsten en bomen.”
Hij schreef
“Afrika verliest zijn poëzie.”
toen hij honderden mensen liet uitroken zodat ze stikten in de grotten waarin ze zich verborgen.

## Tweede Franse Keizerrijk

### Minister van Oorlog
President Lodewijk Napoleon Bonaparte, de latere keizer Napoleon III, benoemde hem tot minister van Oorlog in de regering-Bonaparte III. Hij hielp met de staatsgreep van 2 december 1851 en kogelde het Parijse 'gepeupel' neer.
Victor Hugo zei over hem:
“Deze generaal heeft de staat van dienst van een jakhals.”
In december 1852 werd hij Maarschalk van Frankrijk, Opperstalmeester van Frankrijk en senator.

### Krimoorlog
In 1854 geeft hij ontslag als minister van Oorlog om zelf het bevel over de Franse troepen te voeren in de Krimoorlog. Op 20 september 1854 behaalde Saint-Arnaud een klinkende overwinning in de Slag aan de Alma. Hij leed al aan pericarditis en hij liep cholera op.
Op 26 september droeg hij het bevel over aan François Certain de Canrobert. Op 29 september 1854 ging hij om 10u00 aan boord van de Berthollet met bestemming Constantinopel om daar zijn tweede vrouw terug te zien, maar hij overleed om 15u00. Napoleon III liet hem begraven in het Hôtel des Invalides.